# Khalid Al-Muwallid
Khalid Massad  (Dzsidda, 1971. november 23. –) szaúd-arábiai válogatott labdarúgó.

## Fordítás
- Ez a szócikk részben vagy egészben  a   Khaled Al-Muwallid című angol Wikipédia-szócikk fordításán alapul.  Az eredeti cikk szerkesztőit annak laptörténete sorolja fel. Ez a jelzés csupán a megfogalmazás eredetét és a szerzői jogokat jelzi, nem szolgál a cikkben szereplő információk forrásmegjelöléseként.